# Monte Sassera
Il Monte Sàssera è un rilievo dell'isola d'Elba. 

## Descrizione
Situato nel settore nord-orientale dell'isola, presso Cavo, raggiunge un'altezza di 216 metri sul livello del mare.
Il toponimo deriva dal latino saxum («masso») tramite una forma popolare saxula poi divenuta sàssera.